# Дерюгинский сельсовет
Дерюгинский сельсовет — сельское поселение в Дмитриевском районе Курской области Российской Федерации.
Административный центр — село Дерюгино.

## История
Статус и границы сельского поселения установлены Законом Курской области от 21 октября 2004 года № 48-ЗКО «О муниципальных образованиях Курской области».

## Население
| 2002 | 2010  | 2012 | 2013 | 2014 | 2015 | 2016 |
| ---- | ----- | ---- | ---- | ---- | ---- | ---- |
| 778  | ↗1019 | ↘956 | ↘870 | ↘831 | ↘791 | ↘756 |
| 2017 | 2018  | 2019 | 2020 | 2021 |      |      |
| ↘749 | ↘734  | ↘672 | ↘622 | ↗637 |      |      |

## Состав сельского поселения
| №  | Населённый пункт | Тип населённого пункта       | Население |
| -- | ---------------- | ---------------------------- | --------- |
| 1  | Дерюгино         | село, административный центр | ↘573      |
| 2  | Каменка          | посёлок                      | ↘9        |
| 3  | Киликино         | деревня                      | ↘60       |
| 4  | Кирпиловка       | посёлок                      | ↘25       |
| 5  | Моршнево         | деревня                      | ↘136      |
| 6  | Новопальцевский  | посёлок                      | →0        |
| 7  | Пальцево         | село                         | ↘144      |
| 8  | Полозовка        | деревня                      | ↘43       |
| 9  | Роженский        | посёлок                      | →4        |
| 10 | Таракановка      | деревня                      | ↘25       |